# Cathédrale Saint-Pierre d'Annecy
Pour les articles homonymes, voir Cathédrale Saint-Pierre.
La cathédrale Saint-Pierre-aux-Liens d'Annecy est la cathédrale catholique d'Annecy, dans le département de la Haute-Savoie et siège du diocèse d'Annecy. Elle a été classée monument historique en 1906.

## Historique
Un couvent de célestins abrite un lieu de culte construit par le maître d'œuvre Jacques Rossel avant 1526. Ce lieu de culte semble être en usage en 1530. En 1534, les célestins sont remplacés par les cordeliers. La façade de l'édifice n'est achevée qu'en 1535 et le lieu de culte consacré seulement en 1539.
Le couvent devient en 1538 un lieu de refuge du chapitre de Saint-Pierre de Genève. Saint François de Sales y officie comme évêque au XVIIe siècle. Après la suppression du couvent en 1771, les bâtiments servent de siège épiscopal, de 1782 à 1792.
Sous la Révolution française, l'église est transformée en temple de la déesse Raison et le clocher en partie abattu en 1794 pour être reconstruit en 1828 seulement. L'église devient cathédrale en 1822. Très décorée après 1885, elle a été épurée et restaurée de 1933 à 1936.
Elle a été classée monument historique par arrêté du 30 octobre 1906.

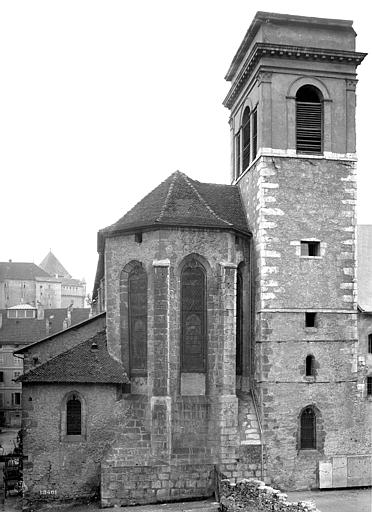
Le clocher, photographié en 1883 par Séraphin-Médéric Mieusement.
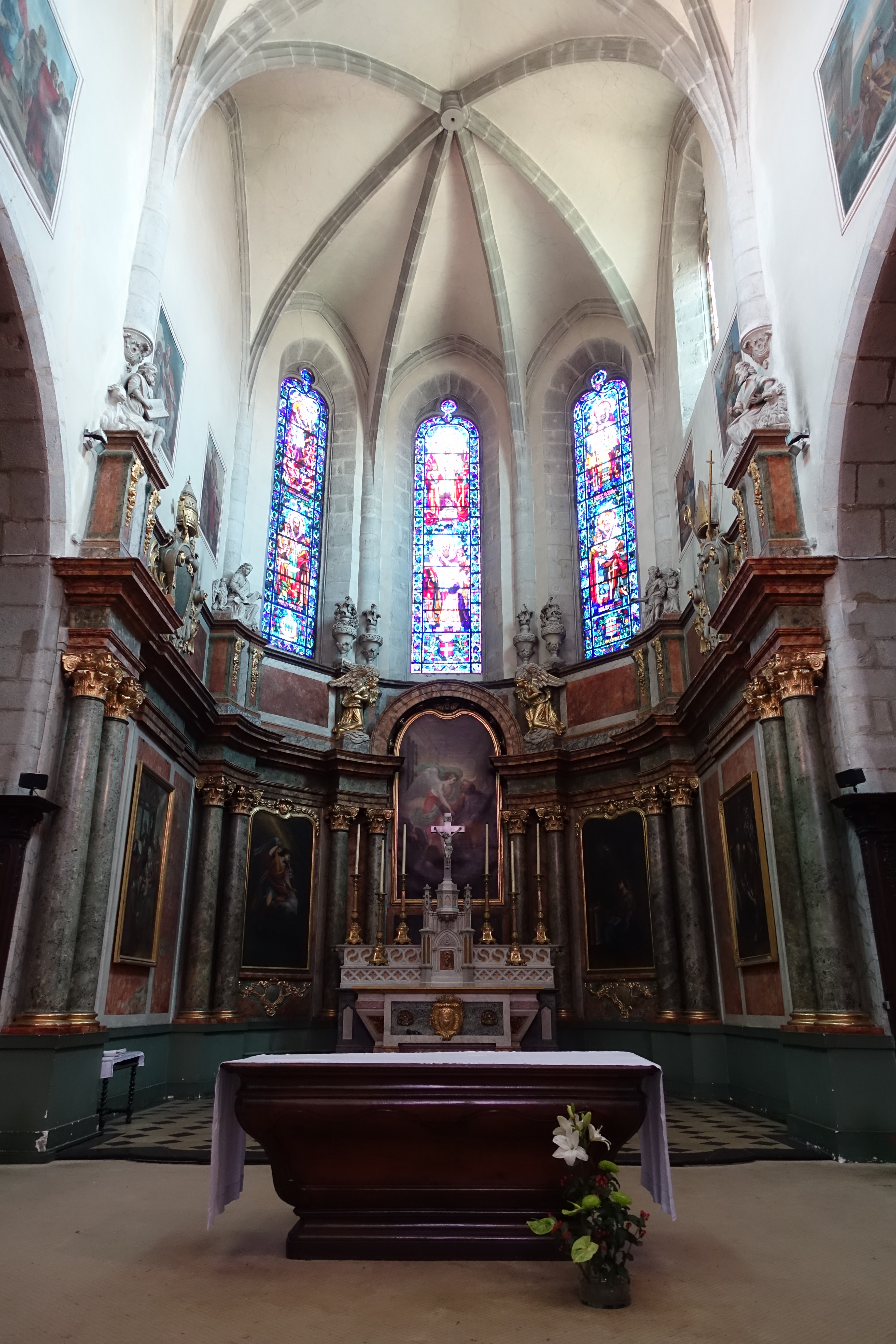
Le chœur.
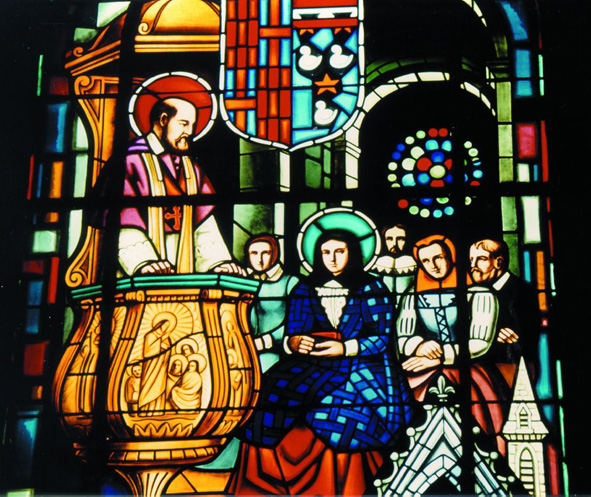
Un vitrail de la cathédrale représentant François de Sales rencontrant Jeanne de Chantal.

## Architecture

### Généralités
La façade exceptionnelle, de 1535, déjà strictement Renaissance, est sans doute, comme l'a montré Marcel Grandjean, inspirée d'un modèle romain, à savoir l'église Sainte-Marie-du-Peuple. Cette composition, qui cache un édifice basilical, est rythmée de pilastres toscans, sommée d'un fronton et ajourée notamment d'une rose encore dans la tradition gothique, imitant la rose supérieure de la tour sud de la cathédrale Saint-Pierre de Genève, due au même architecte.

### Les cloches
Dans le petit clocher se situant côté chœur de l'édifice se balancent deux cloches œuvres de la fonderie Paccard de Sévrier : le bourdon (note : la♯2), qui pèse 3 000 kilogrammes, accompagné d'une deuxième cloche, plus petite, elle sonne le sol♯3.

### L'orgue

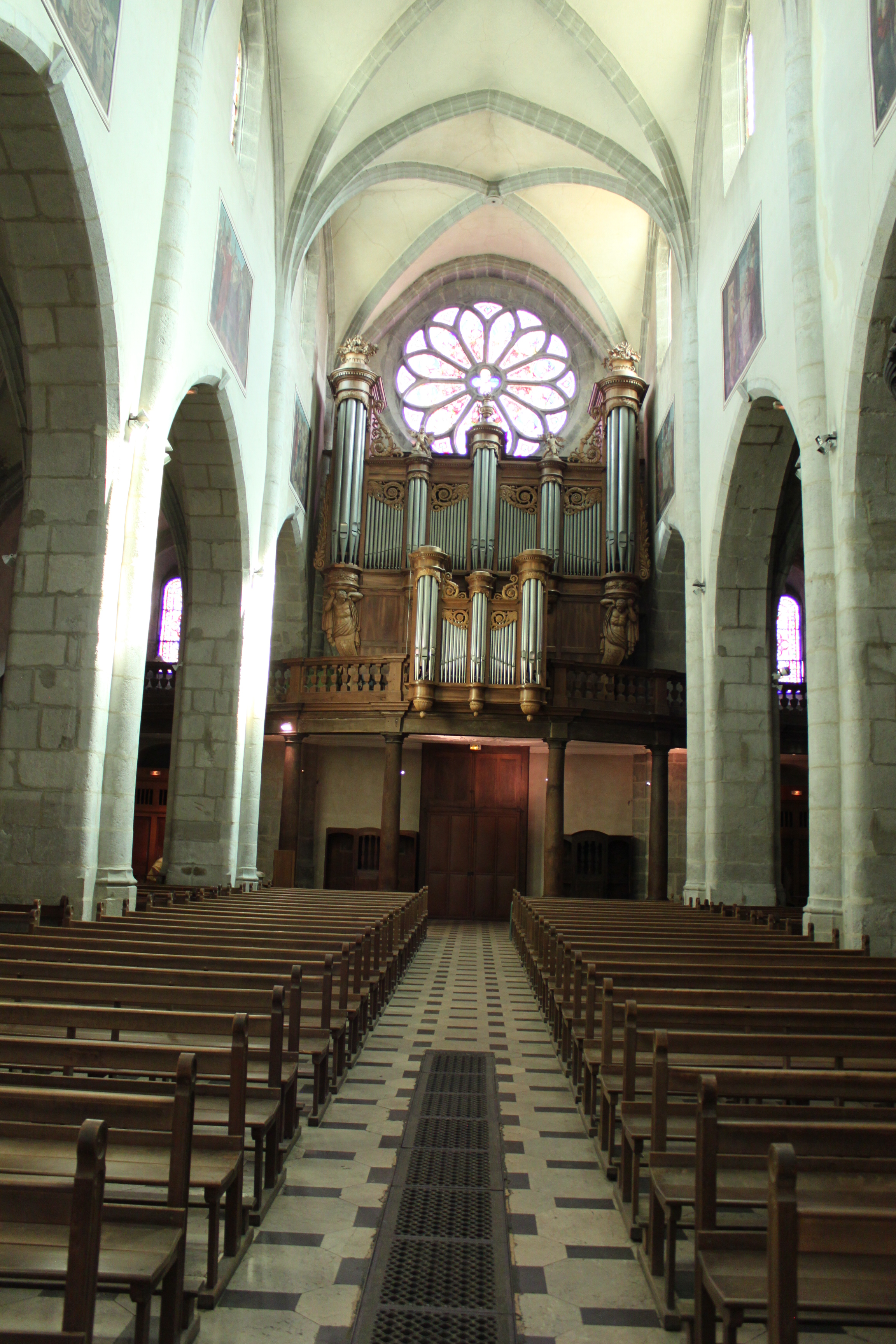
L'orgue de la cathédrale.

#### Présentation
L'église possédait un orgue dès le XVIIIe siècle.
Le grand orgue actuel a été construit de 1840 à 1842 ; il a ensuite subi plusieurs modifications et relevages au cours des ans, qui ont modifié la partie instrumentale de façon substantielle. Notamment, le positif de dos avait été supprimé en 1887 par Joseph Merklin. 
Il a été restauré en 1994 pour revenir à un état plus proche de l'original par le facteur Michel Giroud avec reconstruction du positif de dos par une entreprise d'ébénisterie. 
Il possède trois claviers de 54 notes et un pédalier de 30 notes. Les tractions sont mécaniques, avec machine Barker pour le grand orgue.
Il est classé monument historique depuis 1972 (et 1980 pour la partie instrumentale).

#### Composition
| I - Positif de dos 54 notes |
| Montre 8 '                  |
| Bourdon 8 '                 |
| Gambe 8 '                   |
| Prestant 4 '                |
| Dulciane 4 '                |
| Nasard 2 2/3 '              |
| Quarte 2 '                  |
| Tierce 1 3/5 '              |
| Fourniture III              |
| Cromorne 8 '                |

| II - Grand orgue 54 notes |
| Bourdon 16 '              |
| Montre 8 '                |
| Bourdon 8 '               |
| Flûte 8 '                 |
| Gambe 8 '                 |
| Prestant 4 '              |
| Galoubet II rgs           |
| Plein-Jeu                 |
| Cornet V                  |
| Trompette 8 '             |
| Clairon 4 '               |

| III - Récit 54 notes |
| Bourdon 8 '          |
| Bourdon 4 '          |
| Trompette 8 '        |
| Basson-Hautbois 8 '  |
| Voix humaine 8 '     |

| Pédale 30 notes |
| Montre 16 '     |
| Bourdon 16 '    |
| Flûte 8 '       |
| Flûte 4 '       |
| Bombarde 16 '   |
| Trompette 8 '   |

## Galerie

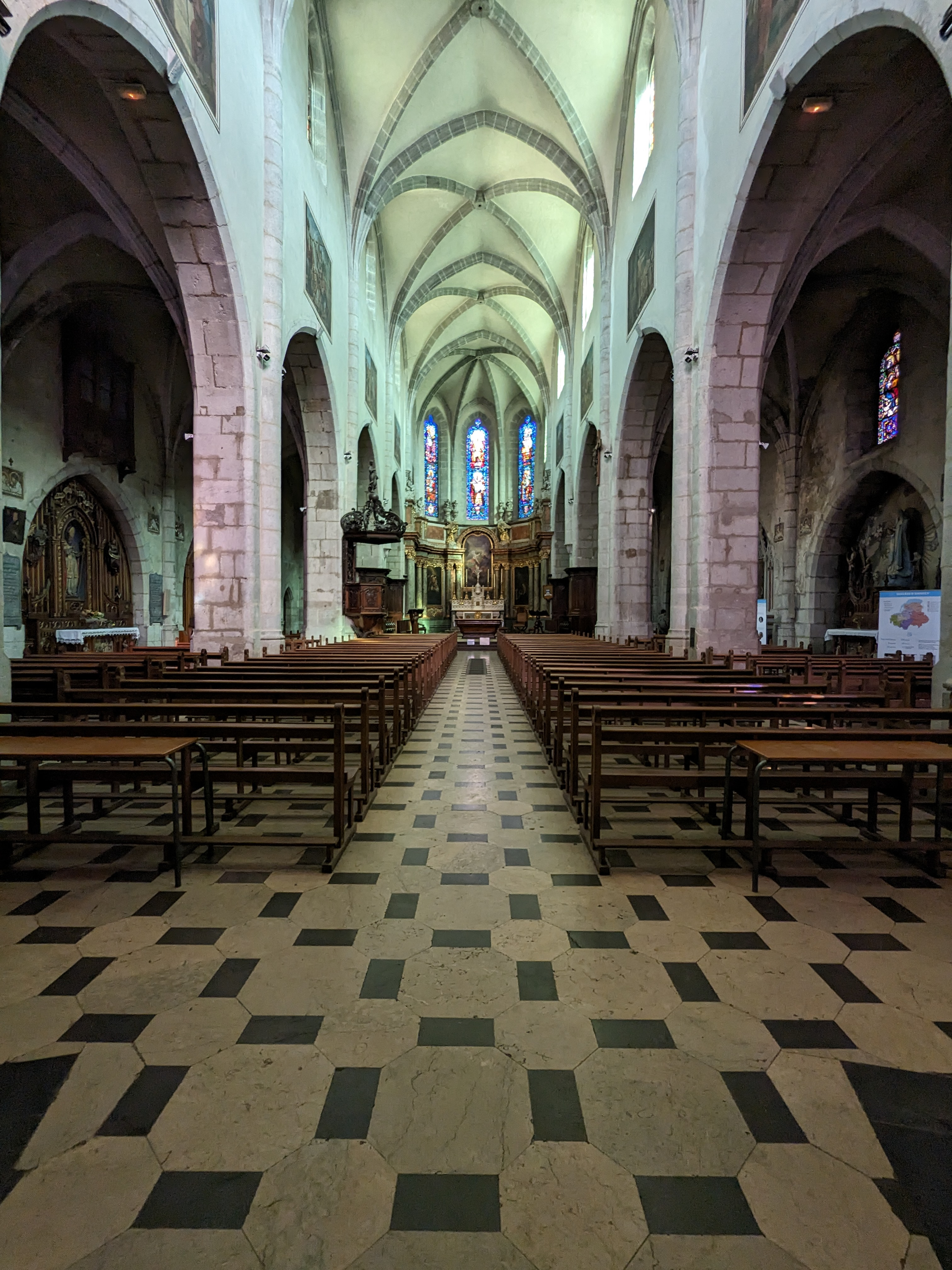
Nef depuis le portail
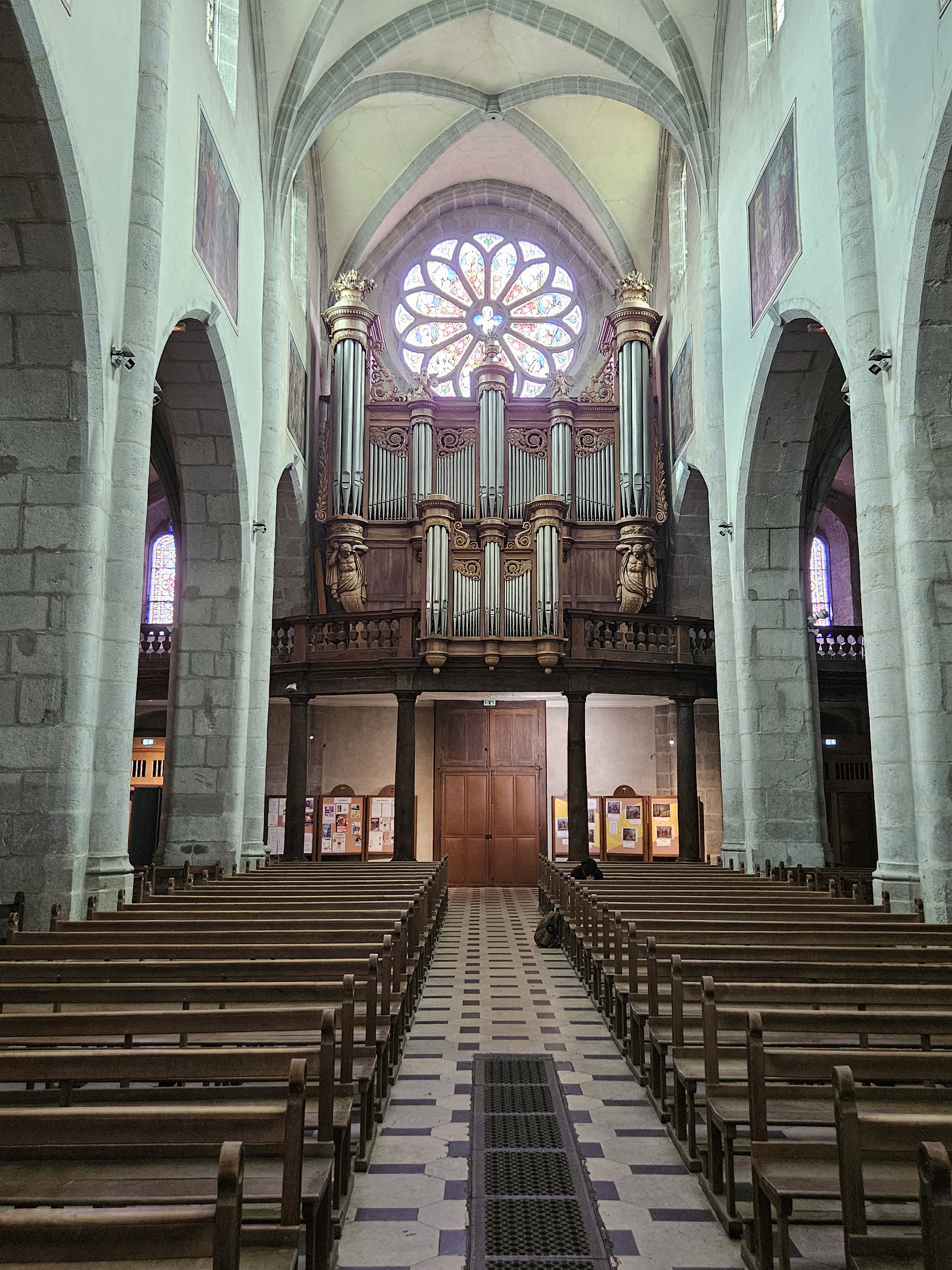
Nef et orgue depuis le maître-autel
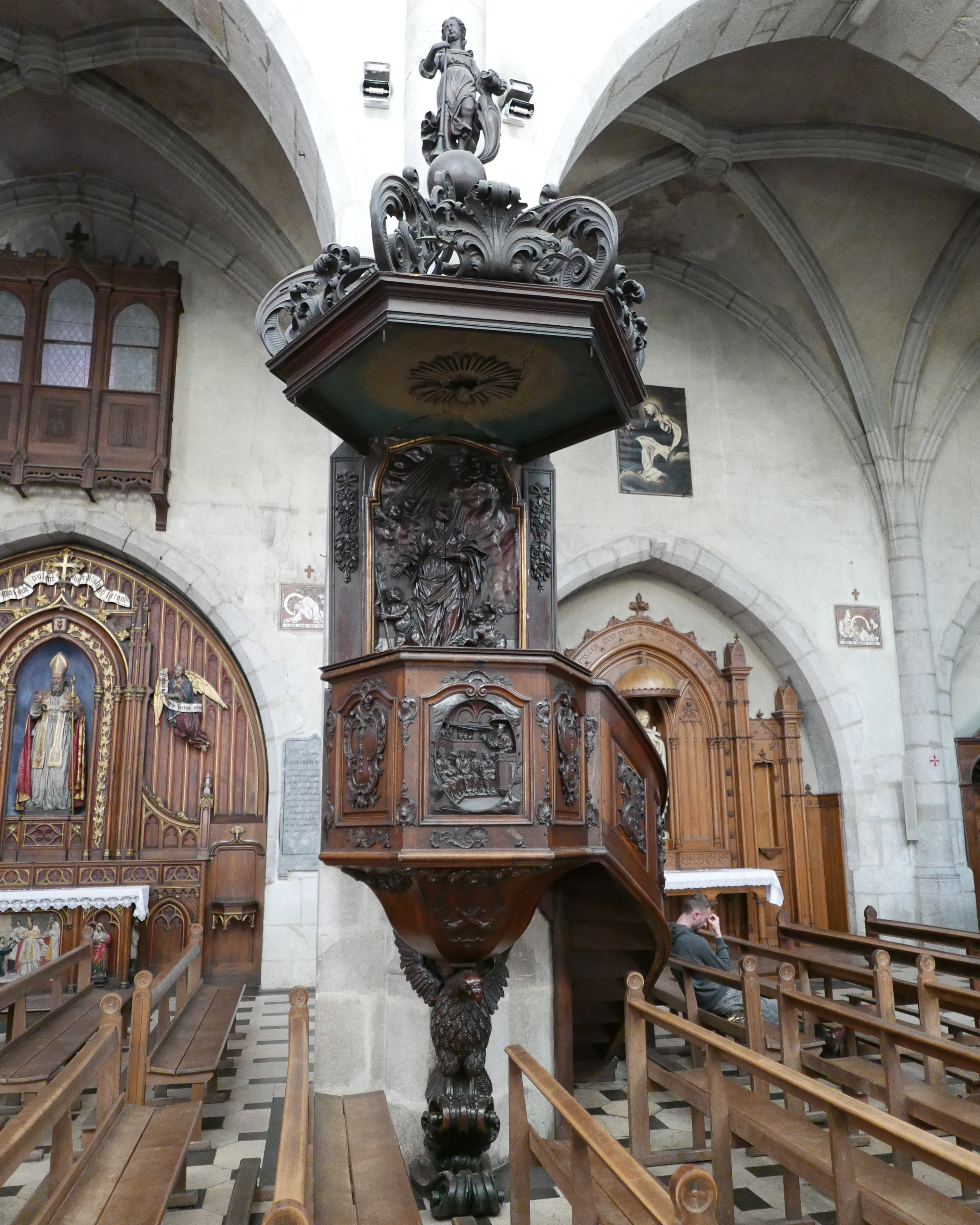
Chaire
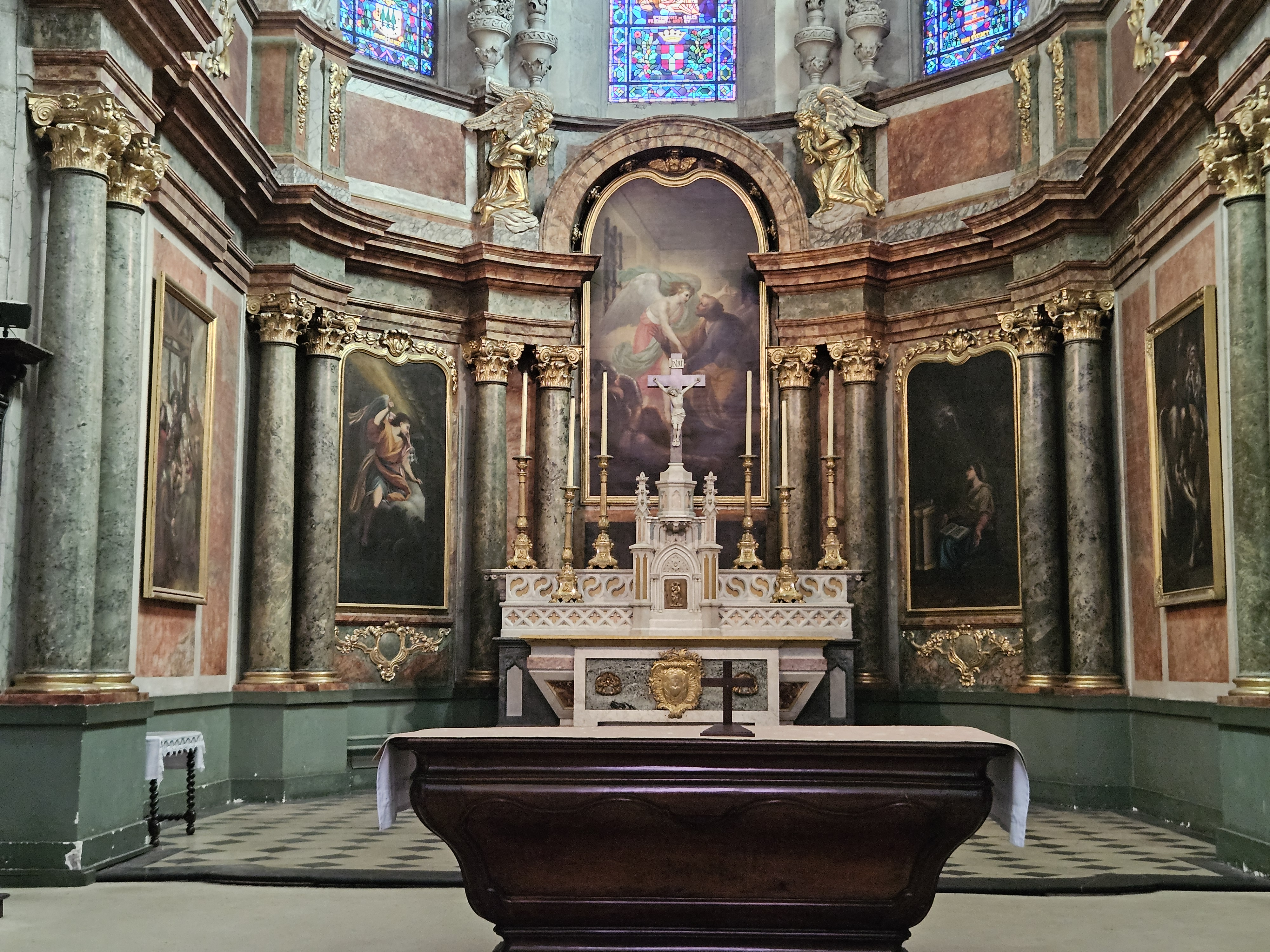
Maître-autel
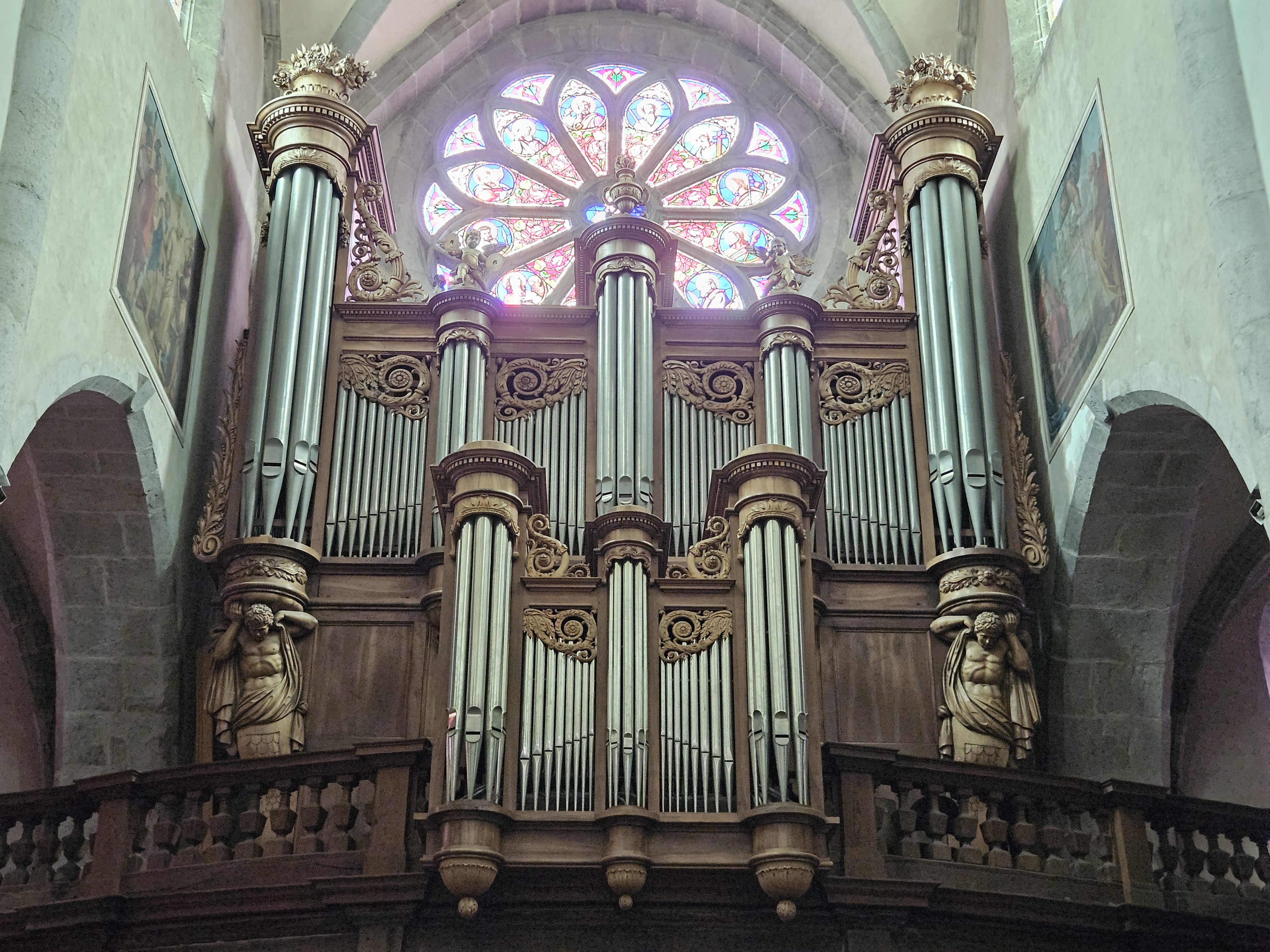
Orgue de Nicolas-Antoine Lété
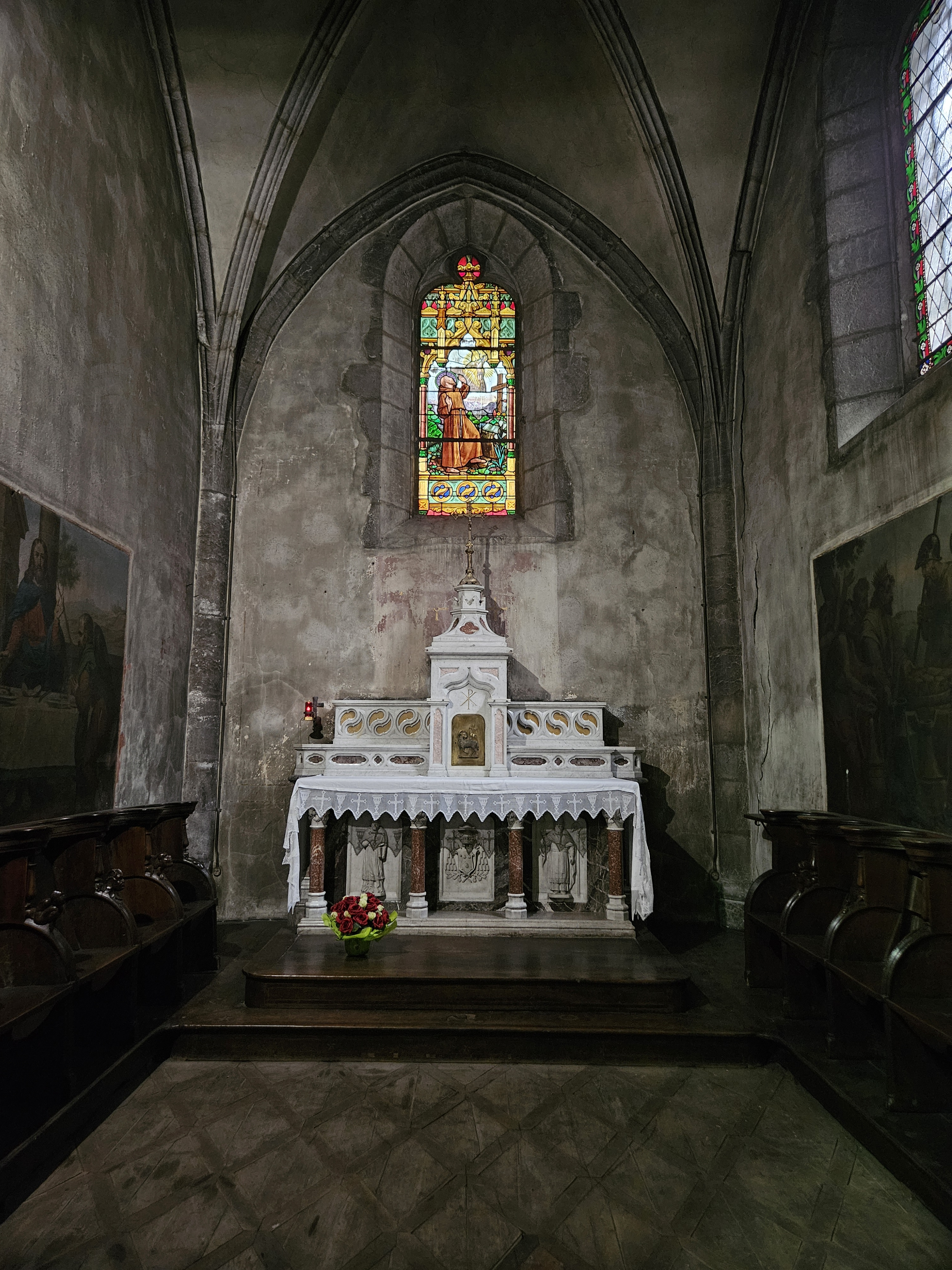
Chapelle
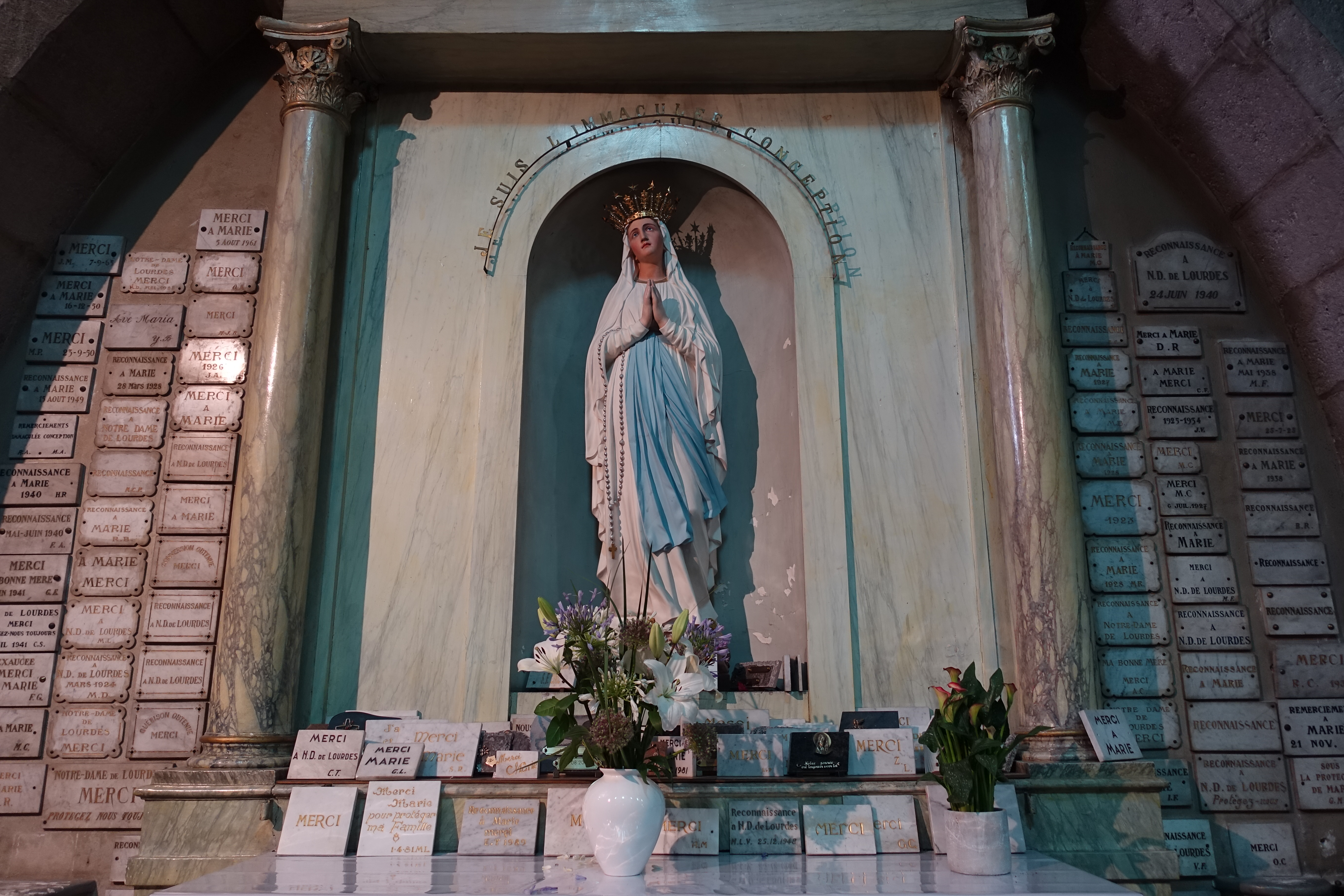
Chapelle

## Pour aller plus loin